# Sotirios Krokidas
Sotirios Krokidas (gr. Σωτήριος Κροκίδας; ur. 1852 w Sikionie, zm. 29 lipca 1924 we wsi Perigiali k. Koryntu) – grecki prawnik i polityk, premier Grecji (1922).

## Życiorys
Ukończył studia prawnicze na Uniwersytecie Ateńskim, naukę kontynuował we Francji, specjalizując się w zakresie prawa handlowego. W 1880 obronił pracę doktorską na Uniwersytecie Ateńskim i w latach 1881–1897 wykładał na tej uczelni prawo handlowe.
W 1883 został wybrany burmistrzem Sikionii, a w 1892 uzyskał mandat deputowanego do parlamentu, w którym reprezentował Korynt. Od 1917 pracował w ministerstwie sprawiedliwości. W 1922 kierował resortem spraw wewnętrznych. Po zamachu wojskowym we wrześniu 1922 Komitet Rewolucyjny sprawujący władzę w Atenach zgłosił kandydaturę Krokidasa na premiera. Krokidas stanął na czele rządu przejściowego, który miał sprawować władzę do wyborów. Po Procesie Sześciu i wydaniu przez Trybunał Wojskowy wyroków skazujących dla oficerów i byłych szefów rządów, Krokidas na znak protestu podał się do dymisji wraz ze swoim gabinetem.
Był autorem dwutomowego podręcznika prawa handlowego, a także tłumaczem prac naukowych z języka francuskiego.
W Perigiali znajduje się popiersie Sotiriosa Krokidasa.

## Publikacje
- 1894: Εγχειρίδιον του Εμπορικού Δικαίου (2 tomy), wyd. Ateny.